# Maiakî, Dubno
Maiakî (în ucraineană Маяки) este un sat în comuna Satîiiv din raionul Dubno, regiunea Rivne, Ucraina.

## Demografie
Componența lingvistică a localității Maiakî
     Ucraineană (97,62%)
     Rusă (2,38%)
Conform recensământului din 2001, majoritatea populației localității Maiakî era vorbitoare de ucraineană (97,62%), existând în minoritate și vorbitori de rusă (2,38%).